# تمام آنچه باید آشکار شود
تمام آنچه باید آشکار شود (ایتالیایی: Tutta da scoprire) یک کمدی سکسی سبک ایتالیایی به کارگردانی جولیانو کارنیمئو است که در سال ۱۹۸۱ منتشر شد. این فیلم در شهرهای نوولی و لچه فیلم‌برداری شد.

## گزیدهٔ بازیگران
- نادیا کاسینی
- انتسو کاناواله
- بومبولو
- رنتسو مونتانیانی
- لوچو مونتانارو
- یورگو ویادزیس